# Brian Jacks
Brian Jacks, né le 5 octobre 1946 à Londres, est un judoka britannique. Il participe aux Jeux olympiques d'été de 1972 dans la catégorie des poids moyens et remporte la médaille de bronze.

## Palmarès

### Jeux olympiques
- Jeux olympiques de 1972 à Munich,  Allemagne
  -  Médaille de bronze